# Sycera
Sycera (zwana też szekar) – mocny napój sfermentowany, sporządzany z owoców, zwłaszcza z daktyli, z niektórych zbóż lub miodu.
Określenie pochodzi z czasów biblijnych, więc nie odnosi się do wysokoprocentowych alkoholi w dzisiejszym rozumieniu (np. wódki czy spirytusu), lecz do wysokoprocentowych win lub - najprawdopodobniej - do piwa. Jest to jeden z napojów, którego nie można spożywać po ślubowaniu nazireatu.